# Canton de Juillac
Le canton de Juillac est une ancienne division administrative française située dans le département de la Corrèze, en région Limousin.

## Histoire
Le canton de Juillac est l'un des cantons de la Corrèze créés en 1790, en même temps que la plupart des autres cantons français. Il a d'abord été rattaché au district d'Uzerche avant de faire partie de l'arrondissement de Brive-la-Gaillarde.

### Redécoupage cantonal de 2014-2015
Par décret du 24 février 2014, le nombre de cantons du département passe de 37 à 19, avec mise en application aux élections départementales de mars 2015. Le canton de Juillac est supprimé à cette occasion. Ses dix communes sont alors rattachées au canton de l'Yssandonnais.

## Géographie
Ce canton était organisé autour de Juillac dans l'arrondissement de Brive-la-Gaillarde. Son altitude variait de 105 m (Voutezac) à 425 m (Concèze) pour une altitude moyenne de 261 m.

## Administration

### Conseillers généraux de 1833 à 2015
| Période | Période      | Identité                            | Étiquette           | Qualité                                                                    |
| ------- | ------------ | ----------------------------------- | ------------------- | -------------------------------------------------------------------------- |
| 1833    | 1836         | Geoffroy Joyet                      |                     | Juge de paix à Juillac                                                     |
| 1836    | 1845         | Jacques Chassagnac (de) Guimond     |                     | Maire de Rosiers                                                           |
| 1845    | 1848         | Arsène Mathon                       |                     | Juge de paix                                                               |
| 1848    | 1852         | Louis Chassaignac de Latrade        | Gauche républicaine | Journaliste, ingénieur Député (1848-1851 et 1873-1883)                     |
| 1852    | 1871         | Léonard Henri Joyet (1816-1898)     |                     | Médecin, juge de paix - Maire de Juillac                                   |
| 1871    | 1880 (décès) | François Gouyon                     | Républicain         | Notaire - Maire de Juillac                                                 |
| 1880    | 1902 (décès) | Marcel Gouyon (fils du précédent)   | Rad.                | Notaire Maire de Juillac                                                   |
| 1902    | 1940         | François Gouyon (fils du précédent) | Rad.                | Notaire Député (1914-1919) Maire de Juillac                                |
|         |              |                                     |                     |                                                                            |
| 1945    | 1967         | Albert Parveau (1899-1975)          | Rad.                | Boucher Maire de Vignols (1953-1971)                                       |
| 1967    | 1979         | François Daurat                     | Rad. puis PS        | Arboriculteur éleveur Maire de Juillac                                     |
| 1979    | 1992         | Fernand Crouzillat                  | PCF                 | Ancien résistant, Juillac, suppléant du député Jean Combasteil (1988-1993) |
| 1992    | 1998         | Alain Champagne                     | RPR                 | Entrepreneur Maire-adjoint de Juillac                                      |
| 1998    | 2015         | Jean-Claude Yardin                  | PS                  | Enseignant Maire de Saint-Solve (1977-2020)                                |

### Élections cantonales des 21 et 28 mars 2004
Source : Ministère de l'Intérieur, de l'Outre-mer et des Collectivités territoriales
1er tour
- Jean-Claude Yardin (PS), maire de Saint-Solve - 41,02 %
- Nicole Poulverel (UMP) - 39,20 %
- Maurice Vareille (PCF) - 14,75 %
- Marcelle Choserot (FN) - 5,04 %

2e tour
- Jean-Claude Yardin (PS), maire de Saint-Solve - 56,42 % - Élu
- Nicole Poulverel (UMP) - 43,58 %

### Conseillers d'arrondissement (de 1833 à 1940)
| Période                                  | Période | Identité                                | Étiquette   | Qualité |
| ---------------------------------------- | ------- | --------------------------------------- | ----------- | --- |
| 1833                                     | 1845    | Joseph Jacques Alphonse Mathon          |             | Propriétaire à Voutezac, juge de paix                                                                       |
| 1845                                     | 1848    | Édouard de Pradel de Lamaze (1805-1895) |             | Avocat, maire de Vignols                                                                                    |
|                                          |         |                                         |             | |
| 1889                                     | 1898    | Pierre Pinaud (1820-1905)               | Républicain | Vétérinaire à Vignols                                                                                       |
| 1898                                     | 1910    | M. Chastenet                            | Radical     | |
| 1910                                     |         | M. Digeoix                              | Radical     | |
|                                          |         |                                         |             | |
| 1922                                     |         | M. Rebière                              | Radical     | |
| 1934                                     | 1940    | Léon Tautout                            |             | Maire de Saint-Bonnet-la-Rivière                                                                            |
| 1940                                     |         |                                         |             | Les conseils d'arrondissement ont été suspendus par la loi du 12 octobre 1940 et n'ont jamais été réactivés |
| Les données manquantes sont à compléter. |         |                                         |             | |

## Composition
Le canton de Juillac groupait dix communes et comptait 5 641 habitants au 1er janvier 2012.
| Nom                     | Code Insee | Intercommunalité                 | Population (dernière pop. légale) |
| ----------------------- | ---------- | -------------------------------- | --------------------------------- |
| Juillac (chef-lieu)     | 19094      | CA du Bassin de Brive            | 1 136 (2014)                      |
| Chabrignac              | 19035      | CA du Bassin de Brive            | 579 (2014)                        |
| Concèze                 | 19059      | CC du Pays de Lubersac-Pompadour | 414 (2014)                        |
| Lascaux                 | 19109      | CA du Bassin de Brive            | 209 (2014)                        |
| Rosiers-de-Juillac      | 19177      | CA du Bassin de Brive            | 188 (2014)                        |
| Saint-Bonnet-la-Rivière | 19187      | CA du Bassin de Brive            | 377 (2014)                        |
| Saint-Cyr-la-Roche      | 19196      | CA du Bassin de Brive            | 491 (2014)                        |
| Saint-Solve             | 19242      | CA du Bassin de Brive            | 448 (2014)                        |
| Vignols                 | 19286      | CA du Bassin de Brive            | 558 (2014)                        |
| Voutezac                | 19288      | CA du Bassin de Brive            | 1 273 (2014)                      |

## Démographie
| 1962  | 1968  | 1975  | 1982  | 1990  | 1999  | 2006  | 2011  | 2012  |
| ----- | ----- | ----- | ----- | ----- | ----- | ----- | ----- | ----- |
| 5 977 | 5 599 | 5 097 | 4 910 | 4 735 | 4 924 | 5 234 | 5 629 | 5 641 |